# 全国劳动组合总联合
全国劳动组合总联合（日语：／），简称全劳联，是日本的一个全国性工会联合会。该组织成立于1989年11月21日。
该组织不隶属于任何政党，但与日本共产党和各左翼政党关系密切。该组织的总部位于東京都文京区湯島2丁目4-4。该组织有55万成员。该组织不是世界工会联合会的成员，但与其保持联系。